# Kulturna regija
Kulturna regija je termin koji se uglavnom koristi u geografiji. Različite kulture često ne ograničavaju geografsko pokrov unutar granica nacionalne države ili na manje podjedinice države. Kada se 'kartira' kultura često se mora identificirati stvarna 'kulturna regija', te kada se to učini uviđa se da ona nosi malen odnos prema legalnim granicama povučenim običajem, ugovorima, poveljama ili ratovima.
Postoje različite vrste kulturnih regija koje se mogu prikazati. Karta kulture koja prikazuje 'religiju & folklor' može imati neznatno različit oblik od one koja, u istoj regiji, prikazuje 'odjeću i arhitekturu'.
Formalna kulturna regija je regija u kojoj jasno postoji homogeni kulturni identitet na širokoj raznolikosti razina. One se često pronalaze na kartama nad specifičnim bioregijama i odražavaju drevne migracije.
Funkcionalna kulturna regija je regija koja je uvelike nastala kao funkcija posjedovanja centralne kulturne središnjice (npr. samostan ili TV stanica).
Vernakularna kulturna regija je 'mentalna slika' regije koja postoji u mislima ljudi izvana.
Aspiracijska kulturna regija je 'mentalna slika' regije koja postoji primarno u mislima onih koji bi radili da je stvore u budućnosti. Na primjer, u nacionalističkim sukobima na Balkanskom polutoku pod vlašću Osmanskog Carstva ili u židovskoj dijaspori prije stvaranja Izraela.
Takve se regije mogu tijekom vremena širiti ili sažimati, a mogu se također promijeniti i kulturne vrijednosti.

## Više informacija
- Regionalizam
- Bioregionalizam
- Duh mjesta
- Kulturni krajolik
- Duboka karta
- Kulturni turizam